# Zdenka Sulanová
Zdenka Sulanová, rozená Zdenka Hrušková (18. února 1920 České Budějovice – 9. srpna 2004 Cerhonice) byla česká herečka a zpěvačka.

## Život
Pocházela z umělecké rodiny, její otec Adolf Hruška byl operní pěvec. Od mládí projevovala herecké a hudební nadání, v dětství chtěla být zpěvačkou. Veřejně začala vystupovat v roce 1936 jako šestnáctiletá.
Svá středoškolská studia zahájila nejprve na gymnáziu, záhy však přestoupila na pražskou konzervatoř, kde vystudovala činoherní herectví. V roce 1937 debutovala ještě jako středoškolská studentka v epizodní roli ve snímku Děvče za výkladem. Následovaly dva mimořádně úspěšné a populární filmy režiséra Václava Binovce Lízin let do nebe z roku 1937 a Lízino štěstí z roku 1939. V roce 1940 natočila další úspěšný snímek Madla zpívá Evropě. Naposledy se v českém filmu objevila ve filmu Bludná pouť z roku 1945.
Po druhé světové válce krátce vystupovala v Činohře 5. května. Po prvním sňatku se odstěhovala na Slovensko, kde dva roky hrála v prešovské operetě a vystupovala jako zpěvačka v košickém rozhlase. Po rozvodu se vrátila zpět do Prahy a nadále vystupovala už jen po estrádách.
Na sklonku svého života pomáhala Alešovi Cibulkovi psát svůj životopis.

## Filmografie
- 1945 Bludná pouť
- 1940 Madla zpívá Evropě
- 1939 Lízino štěstí
- 1938 Bláhové děvče
- 1938 Malí velcí podvodníci
- 1937 Děvče za výkladem
- 1937 Lízin let do nebe

## Diskografie
K nejznámějším nahrávkám Zdenky Sulanové patří píseň Ty lesovské stráně z filmu Madla zpívá Evropě (hudba František Svojsík, text František Kudrna).

## Biografie
- Aleš Cibulka, Zdenka Sulanová – utajená hvězda, ISBN 80-86631-31-1, (2005)